# Canaan n.º 225
Canaan n.º 225 es un municipio rural canadiense situado en la provincia de Saskatchewan.

## Superficie
Canaan n.º 225 tiene una superficie de 549,95 km².

## Demografía
En 2021, tenía 145 habitantes, una densidad poblacional de 0,3 hab./km², y 61 viviendas.